# Veenendaal
Veenendaal (uitspraakⓘ; lokaal ook wel:  't Veen) is een stad en gemeente in de Nederlandse provincie Utrecht, gelegen aan de Utrechtse Heuvelrug en de Gelderse Vallei. Per 9 augustus 2024 telde de gemeente 70.000 inwoners. De gemeente heeft een oppervlakte van 19,81 km² (waarvan 0,17 km² water). Veenendaal werkt met de gemeenten Rhenen, Wageningen, Ede, Barneveld, Nijkerk, Scherpenzeel en Renswoude samen in het regionaal samenwerkingsverband Regio Foodvalley. Naar inwonertal is Veenendaal de derde woonplaats van de provincie Utrecht.

## Etymologie
Waarschijnlijk wordt de naam als eerste op 7 september 1543 als 'Venendael' gebruikt in het Traktaat van Venlo. Daarna wordt de naam 'Veenendael' gebruikt in de wijdingsakte van de in 1566 ingewijde kerk. Daarvoor was 'het veen' gebruikelijk, een benaming die ook nu nog gebruikt wordt. In een document uit 1587 wordt eenmaal de benaming 'Veenlantdael' gebruikt. Op oude kaarten komt ook voor: 'Vennedael', 'Veennedeal', 'Vennedale' en 'Venendaal'. De naam moet dan ook begrepen worden als 'Veenen-Daal', en niet als 'Veen-en-Daal'.

## Geschiedenis

### Vroegste geschiedenis
In de Gelderse Vallei ten noorden van Rhenen heeft lange tijd een drassig veengebied gelegen, ook wel de Rhenense of Stichtse venen genoemd. Deze venen zijn ontstaan aan het einde van de laatste ijstijd als gevolg van de slechte waterafvoer van het gebied.
Aan het einde van de Middeleeuwen kwam turf steeds meer in gebruik als brandstof, in plaats van hout. Net als in veel andere gebieden in Nederland werd het veen ook in dit gebied ontgonnen. Dat gebeurde vanaf circa 1430. Voor een soepele afvoer van de turf werd aan het einde van de 15e eeuw de Bisschop Davidsgrift uitgegraven. De veengebieden lagen zowel in gebieden van het hertogdom Gelre als het sticht Utrecht. Vanwege de oorlogen tussen de twee partijen werd het ontginnen gestaakt en verzandde de Grift. Nadat Karel V in 1543 ook Landsheer werd over het Gelderse Hertogdom, werd het vervenen hervat. Op 12 maart 1546 kregen de eigenaren hiervoor officieel toestemming middels een octrooi.

### Ontstaan van een dorp
De eerste bebouwing van de nieuwe veenkolonie ontstond langs de Grift en een aantal zijtakken. Een van die zijtakken liep langs een zandheuvel (ook wel bekend als het Kleine Veenloo, een kleine geïsoleerde stuwwal). Op deze plek werd in 1566 een kerk gebouwd en een markt aangelegd. Er werd immers verwacht dat de veenderij een aanzienlijke tijd zou gaan duren. Zo werd Veenendaal een brinkdorp met lintbebouwing, maar nog verdeeld over twee provincies. Er was sprake van een Utrechts ('Stichts') Veenendaal en een Gelders Veenendaal. Stichts Veenendaal viel net als Renswoude onder de gemeente Rhenen, Gelders Veenendaal onder Ede. In 1637 stierf de hele bevolking van het dorp uit aan een pestepidemie. In 1795 grepen enkele Veense burgers de inval van de Franse legers aan om een eigen gemeente op te richten, los van Rhenen en Ede. Uiteindelijk werd alleen het Stichtse deel zelfstandig, met op dat moment ruim 1900 inwoners.

### Industrialisatie en watersnood

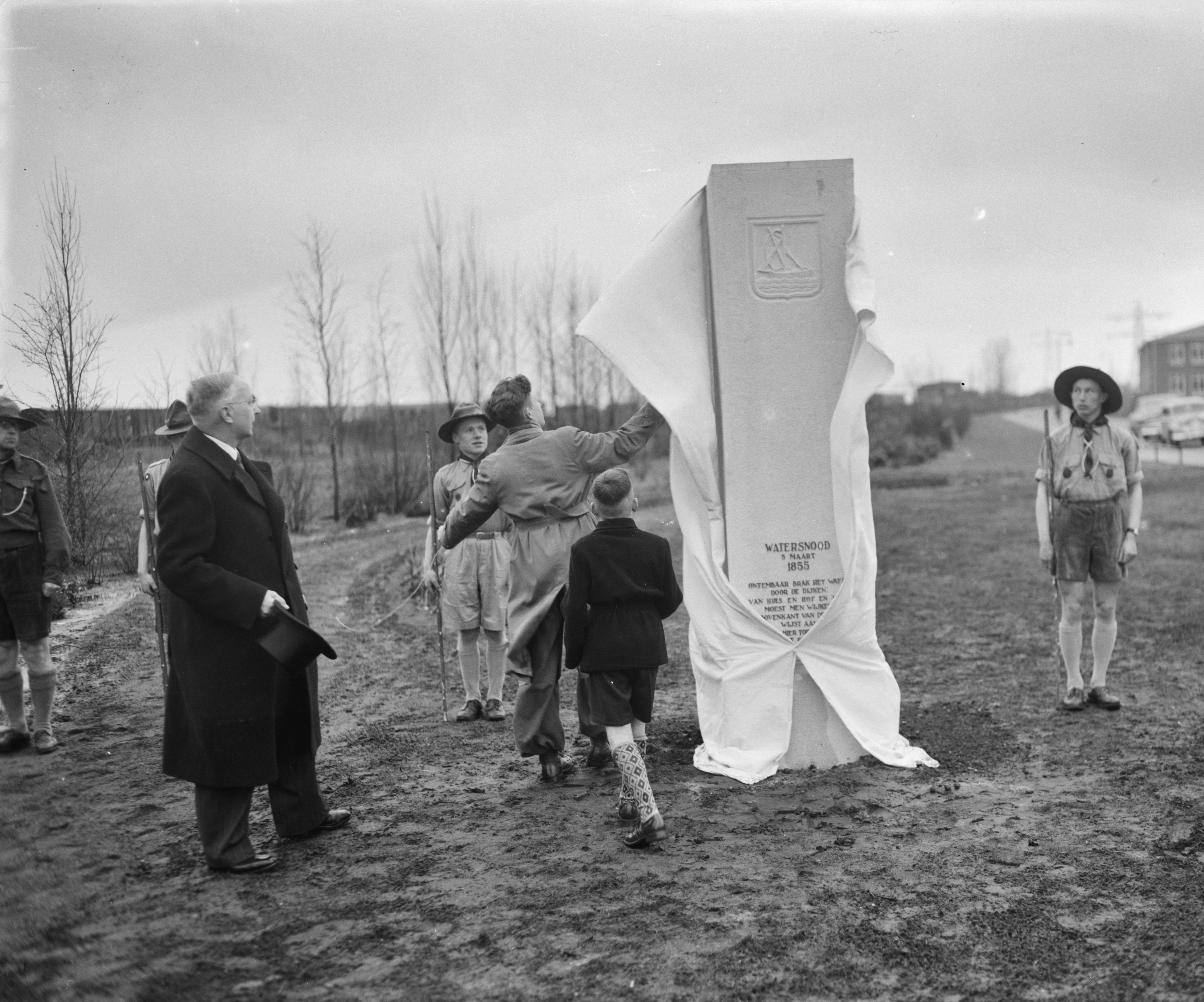
Onthulling monument op 5 maart 1955, 100 jaar na de overstroming

Toen het veen midden 17e eeuw opraakte brak er een periode van stilstand aan. De huisnijverheid uit die periode werd vanaf het midden van de 19e eeuw gemechaniseerd, de wolindustrie dankt hier zijn oorsprong aan. Samen met de sigarenindustrie was de textielindustrie tot in de eerste helft van de 20e eeuw bepalend voor Veenendaal. Daar is anno 2020 weinig meer van over, omdat de industrieën zijn verdrongen naar lagelonenlanden en vrijwel alle bestaande fabrieken uit die tijd zijn gesloopt en vervangen door nieuwbouw. Van het waterrijke verleden is weinig terug te vinden in het centrum. De Grift en al haar zijtakken zijn gedempt vanwege vervuiling en wegenbouw. Wat rest zijn opvallend brede straatprofielen, dit is goed te zien bij de Nieuweweg, de Hoogstraat, de Hoofdstraat en de Zandstraat. Het in 1866 gegraven Omleidingskanaal bestaat echter nog wel, dat buiten het centrum weer op de originele loop van de Grift aansluit.
Nadat op 5 maart 1855 de Grebbedijk bij Rhenen doorgebroken was, overstroomde Veenendaal bijna volledig.
De meeste mensen verschuilden zich in de hooggelegen kerk op het marktplein. Omdat Veenendaal een van de laagst gelegen delen van de Gelderse Vallei is stond het water hier erg hoog. De mensen werden na afloop per schuit en per trein naar Utrecht vervoerd. Nadien bezocht koning Willem III het getroffen gebied. Aan de Kerkewijk staat een monument en de ramp wordt herdacht in het historisch museum, Museum Veenendaal.

### Oorlogsjaren
In aanloop naar de Tweede Wereldoorlog lagen er vanaf de Nederlandse mobilisatie in augustus 1939 ongeveer tweeduizend soldaten gelegerd in en om Veenendaal. Na de Duitse inval op 10 mei 1940 werd de bevolking van Veenendaal geëvacueerd omdat Veenendaal vlak tegen de Grebbelinie aan lag. Ten tijde van de oorlog had Veenendaal een kleine Joodse gemeenschap, maar die onderging hetzelfde lot als de Joodse bevolking in de rest van het land. Op het moment van verplichte registratie in januari 1941 woonden er 22 Joden in Veenendaal. Twaalf van hen kwamen om in de vernietigingskampen.
Veenendaal was de laatste gemeente op het vasteland van Nederland die bevrijd werd. Na de Duitse capitulatie bleven in eerste instantie de in Veenendaal gelegerde Nederlandse en Duitse SS'ers de dienst uitmaken. Op 7 mei gingen verschillende leden van de Binnenlandse Strijdkrachten poolshoogte nemen. Zij kwamen in een vuurgevecht met een groep SS'ers. Drie BS'ers verloren het leven. Een dag later trokken geallieerde soldaten naar het dorp, maar zij trokken zich na schermutselingen terug. Veenendaal was pas bevrijd toen op 9 mei verschillende geallieerde shermantanks en pantserwagens het dorp binnenreden. Omdat de brug bij de Kerkewijk was opgeblazen, werd het zuidelijk deel van Veenendaal pas op 10 mei 1945 bevrijd.
Mede naar aanleiding van de ervaringen in de Tweede Wereldoorlog is in Veenendaal een noodhospitaal opgericht, dat na de oorlog zou worden voortgezet aan de rand van het dorp (op Rhenens grondgebied). Dit noodhospitaal droeg de naam Julianaziekenhuis Veenendaal.

### Uitbreiding

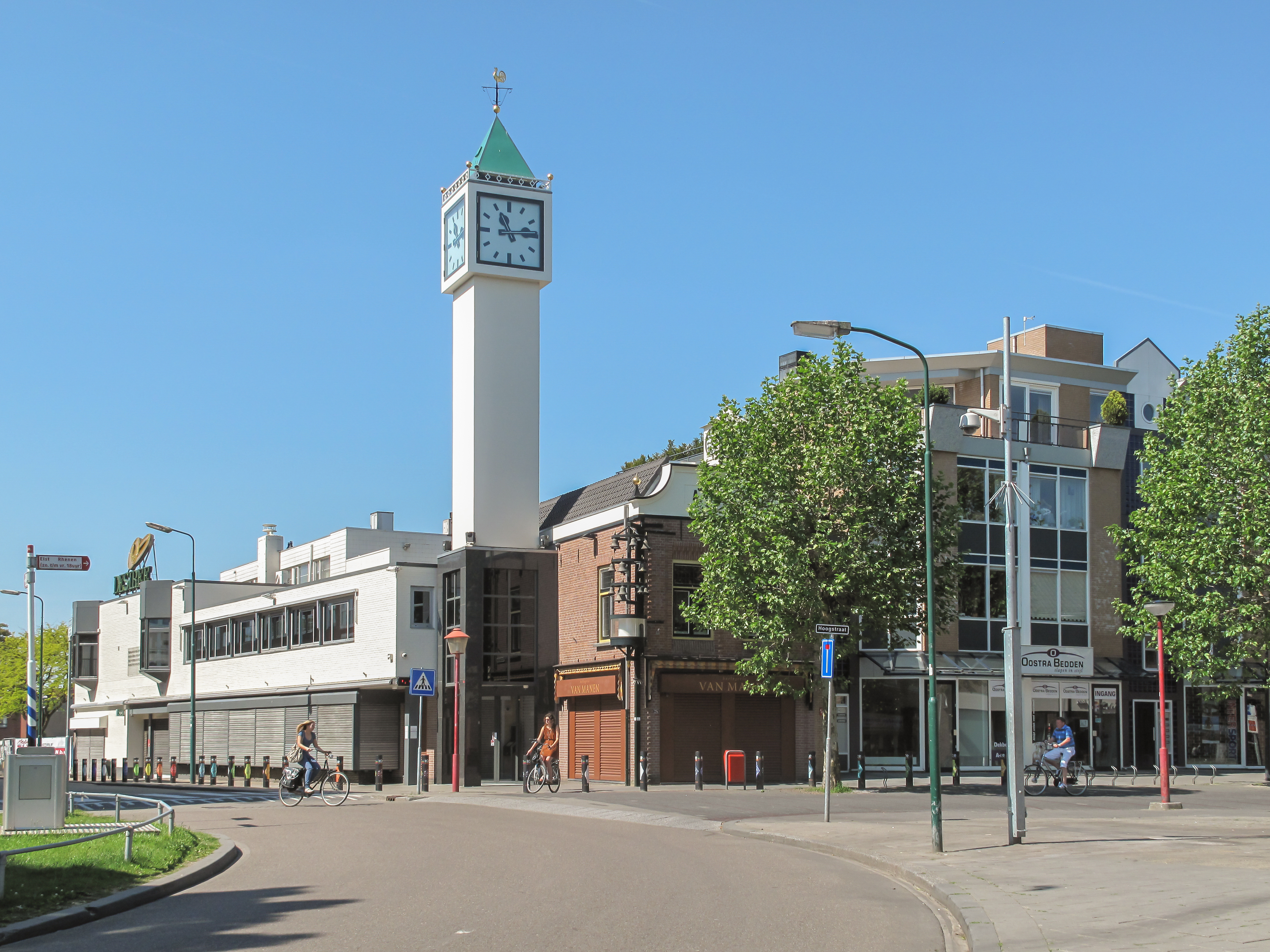
Veenendaal, straatzicht met toren

In 1960 voegde Gelders Veenendaal zich door een grenscorrectie bij Stichts Veenendaal, tevens werden er stukken van Rhenen en Renswoude geannexeerd. Hierdoor ontstond een gemeente met een oppervlakte van bijna achttien vierkante kilometers en (toen nog) ruim 23.000 inwoners. Hierna is Veenendaal in ruim veertig jaar tijd uitgegroeid tot het inwoneraantal van meer dan 68.000 mensen. Dit kon onder meer worden bewerkstelligd door de bouw van de wijken Dragonder, Petenbos en West. Om de bouw van drie nieuwe, levensloopbestendige woonwijken in Veenendaal-Oost (Buurtstede, Groenpoort en Veenderij) mogelijk te maken is in 1998 wederom een stuk grond van Ede overgenomen. Veenendaal kan zo doorgroeien naar ruim 70.000 inwoners. In 1997 was Veenendaal de Groenste Stad van Europa.

### 21e eeuw
Veenendaal was in 2000 en 2020 de Fietsstad van Nederland en daarvoor genomineerd in 2002, 2008 en 2018. In 2004 werd de prijs voor de groenste stad van Nederland aan Veenendaal uitgereikt en in 2013 won Veenendaal de Nationale Citymarketing Award voor middelgrote gemeenten.
Toenmalig koningin Beatrix en haar familie bezochten Veenendaal en Rhenen in 2012 tijdens Koninginnedag.

## Geografie
Topografische gemeentekaart van Veenendaal, september 2022.

### Ligging

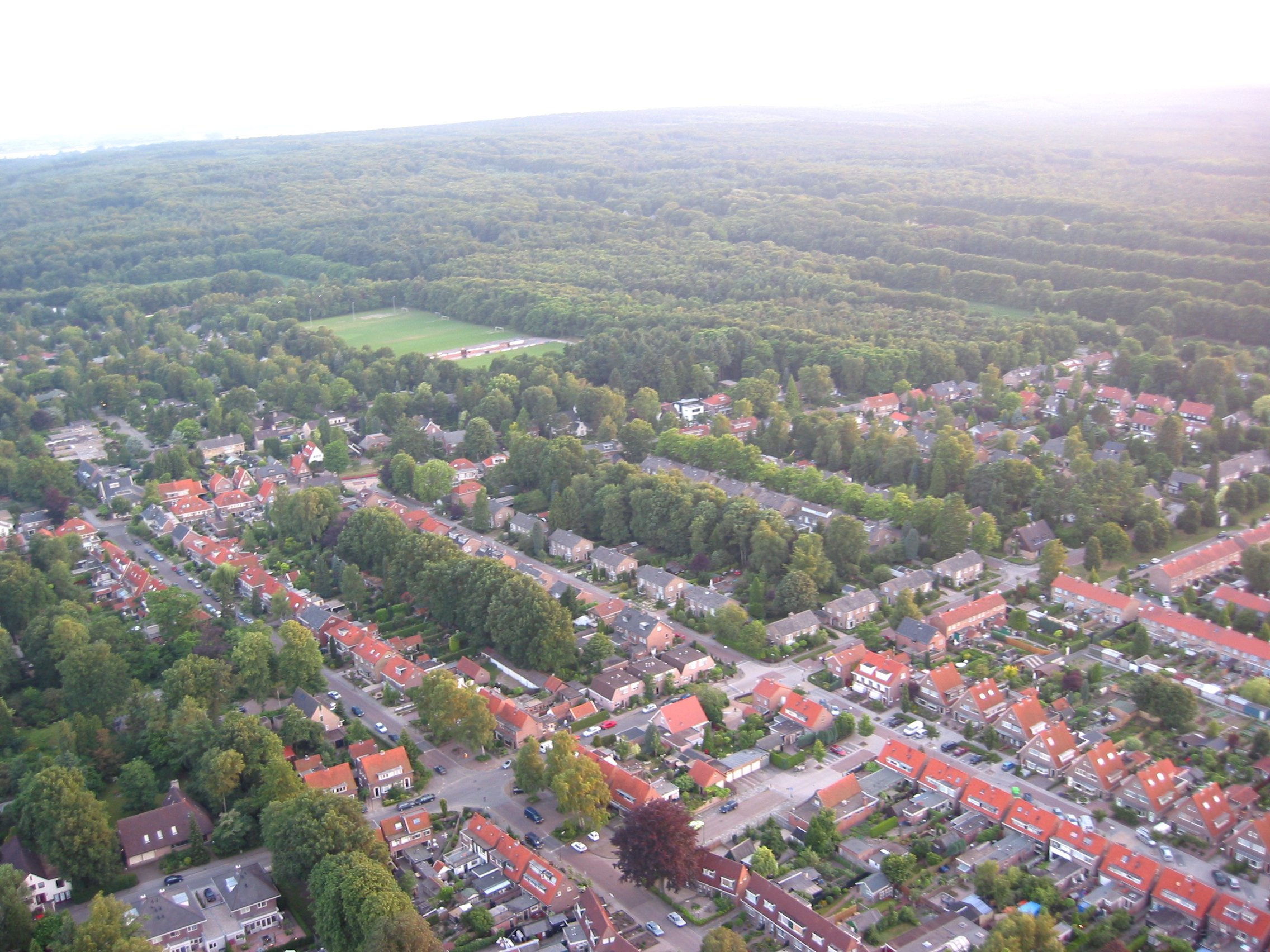
Utrechtse Heuvelrug bij Veenendaal

Veenendaal ligt in de provincie Utrecht op de grens met Gelderland. Veenendaal ligt circa 30 km van zowel Utrecht, Arnhem als Amersfoort en wordt dan ook veel gebruikt als forensenstad.
| Aangrenzende gemeenten | Aangrenzende gemeenten | Aangrenzende gemeenten | Aangrenzende gemeenten | Aangrenzende gemeenten |
| ---------------------- | ---------------------- | ---------------------- | ---------------------- | ---------------------- |
|                        |                        | Renswoude              |                        |                        |
|                        |                        |                        |                        |                        |
| Utrechtse Heuvelrug    | Ede (Gld)              |                        |                        |                        |
|                        |                        |                        |                        |                        |
|                        |                        | Rhenen                 |                        |                        |

### Wijken
Veenendaal bestaat uit een aantal wijken, die in verschillende perioden gebouwd zijn en waar dus ook een andere stedenbouwkundige visie aan ten grondslag ligt. Tot de Tweede Wereldoorlog bleef de bebouwing beperkt tot de historische linten en wat losse straten die daar op aansloten. Hierna kregen de uitbreidingen een meer planmatig karakter gezien de woningnood die vanaf dat moment in Nederland heerste. De volgende statistische wijken worden onderscheiden:

#### Centrum
De wijk Centrum (plaatselijk taalgebruik: 't Dorp) is het hart van de gemeente met een stedelijke voorzieningenstructuur en enkele historisch karakteristieke elementen, zoals enkele voormalige bedrijfsterreinen. De bebouwing in de wijk bestaat voor 80% uit appartementen, zowel koop als huur. In deze wijk bevindt zich het winkelcentrum. Het winkelcentrum bestaat uit meer dan 300 winkels waarvan er 150 zich bevinden in de overdekte winkelcentra Passage_Corridor en de Scheepjeshof. In het nieuwbouwproject Brouwerspoort zijn grachten te vinden, als herinnering aan de vele watergangen die in het verleden in Veenendaal lagen.
De wijk bestaat uit de buurten Koopcentrum, Vijgendam en omgeving, Beatrixstraat en omgeving en de Schrijverswijk.

#### Noordoost
Noordoost bestaat uit de buurten: Dragonder-Noord, Dragonder-Zuid, De Compagnie-Oost, Spitsbergen, Dragonder-Oost en Veenendaal-Oost. De autoboulevard van Veenendaal is gelegen op industrieterrein De Compagnie-Oost in deze wijk. In deze wijk is ook het verzorgingstehuis De Meent gevestigd. Verder heeft de wijk met Spitsbergen de beschikking over een sportpark. In Dragonder-Noord is een buurtwinkelcentrum aanwezig genaamd Aller Erf. In de nieuwe wijk Dragonder-Oost is momenteel een buurtwinkelcentrum in aanbouw. Een supermarkt is reeds geopend.

#### Zuidoost
Zuidoost bestaat uit de buurten: Engelenburg, Het Ambacht, Boslaan en omgeving, Petenbos-West, Petenbos-Oost, Nijverkamp, De Groene Velden, De Blauwe Hel en Bezuiden de Middelbuurtseweg. In de buurt De Groene Velden ligt zowel het stadspark van Veenendaal als recreatieplas 'De Surfvijver'. De Groene Velden bestaat voor een groot deel uit sportvelden (hockey, voetbal, honkbal, frisbee, korfbal) en een ijsbaan. De Blauwe Hel is een beschermd natuurgebied.

#### Zuidwest
Zuidwest bestaat uit de buurten: 't Goeie Spoor en omgeving, Franse Gat, Salamander en Nieuw Salamander. In de wijk ligt onder meer een groot buurtwinkelcentrum, het Bruïneplein. Ingeklemd tussen deze wijk en het Centrum ligt het station Veenendaal Centrum.

#### Noordwest

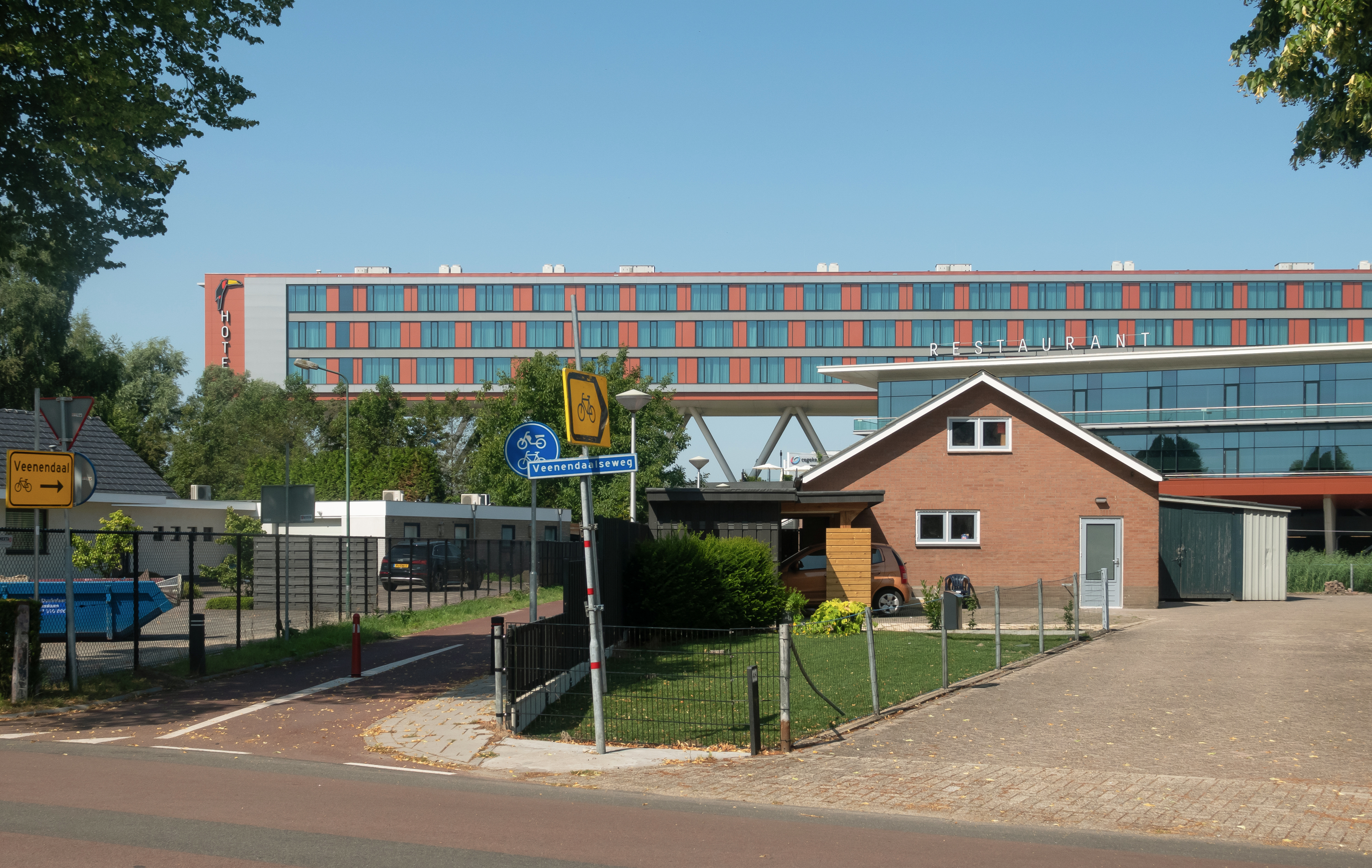
Van der Valkhotel Veenendaal gezien vanuit De Klomp

Noordwest bestaat uit de buurten: Molenbrug, 't Hoorntje, De Pol, De Gelderse Blom, De Compagnie en De Batterijen. De Compagnie en De Batterijen zijn bedrijventerreinen met grote bedrijven als DPD en het hoofdkantoor van Profile maar hier ligt ook evenementenlocatie De Basiliek en hotel Van der Valk.

#### West
West bestaat uit de buurten: Oudeveen en De Schans en omgeving, Componistenbuurt, Vogelbuurt, Schepenbuurt, Dichtersbuurt, De Faktorij en De Vendel, Fort Buurtsteeg (Veenendaal) en Bezuiden de Dijkstraat. Met Fort Buurtsteeg wordt Fort aan de Buursteeg bedoeld, een fort van de Grebbelinie op de grens van Veenendaal en Renswoude. In de wijk ligt onder meer winkelcentrum de Ellekoot, naast het winkelcentrum ligt Station Veenendaal West.

### Wijkindeling
De gemeente telt 6 wijken, die zijn onderverdeeld in 37 buurten.
Indeling volgens het CBS.

## Demografie
De gemeente Veenendaal had in 2020 circa 67.000 inwoners.
In 1950 telde de gemeente 14.317 inwoners en in 1960 (met de annexatie van het Gelderse deel: ruim 4000 mensen) 23.305. Het aantal inwoners van Veenendaal steeg vanaf de jaren 80 vrij snel en naar verwachting zet deze groei door tot circa 72.000 inwoners in 2050.
| 1942   | 1945   | 1950   | 1960   | 1970   | 1980   | 1990   | 2000   | 2010   | 2020   |
| ------ | ------ | ------ | ------ | ------ | ------ | ------ | ------ | ------ | ------ |
| 12.499 | 13.296 | 14.317 | 23.305 | 29.637 | 39.210 | 48.343 | 59.875 | 62.053 | 66.493 |

### Samenstelling
31,5% van de bevolking van Veenendaal is 24 jaar of jonger. De groep van 25-65 betreft 51,7% van de bevolking, terwijl 16,7% van de bevolking 65 jaar of ouder is.
De bevolking van Veenendaal bestaat voor 6,2% uit mensen van Westers allochtone afkomst en 12,8% van de bevolking heeft een niet Westers allochtone afkomst. Hiervan komen de grootste groepen uit Marokko (5,5%) en Turkije (1,1%).

### Religie

#### Christendom
Veenendaal is gelegen in de zogeheten Bijbelgordel. De gemeente heeft naar landelijke maatstaven veel inwoners met een christelijke geloofsovertuiging. Bij de gemeenteraadsverkiezingen van 2018 werd de ChristenUnie de grootste partij (8 zetels). De SGP kreeg 4 zetels bij de gemeenteraadsverkiezingen van 2018. De christelijke partijen ChristenUnie, SGP en CDA hebben gezamenlijk geen meerderheid in de gemeenteraad. In lijn met de landelijke trend is sinds 1980 het aantal inwoners met een orthodox-christelijke (reformatorische) achtergrond in percentage van het totaal aantal inwoners gedaald.
De hervormde gemeente is de grootste kerkelijke gemeente met 13.049 leden (2006). De grootste kerk van de stad is echter de Adventkerk van de Gereformeerde Gemeente met 2.220 zitplaatsen en is medio 2014 uitgebreid. Verder kent Veenendaal onder meer een Gereformeerde Gemeente in Nederland (931 leden), een Gereformeerde Gemeente in Nederland (buiten verband) (circa 800 leden) en een Hersteld Hervormde Kerk (1008 leden). Ook de kerk Mozaiek0318 is gevestigd in Veenendaal.

#### Islam
In Veenendaal staan twee moskeeën. Moskee Nasser is in 1979 opgericht door inwoners met een Marokkaanse achtergrond, die 5,5% (zo'n 3500 mensen) van de Veenendaalse bevolking vormen. Moskee Ihlas is opgericht door inwoners met een Turkse achtergrond, deze groep vertegenwoordigt 1,1% van de Veenendaalse bevolking.

### Taal
Van oorsprong beschikt Veenendaal over een eigen dialect, Veens. Doordat de meeste inwoners van Veenendaal van oorsprong uit andere plaatsen komen wordt dit in de praktijk nauwelijks meer gesproken. In De Rijnpost werd nog wel met enige regelmaat een column van Evert G. Davelaar gepubliceerd in het Veens.

## Cultuur en recreatie

### Monumenten
In de gemeente zijn er een aantal rijksmonumenten, gemeentelijke monumenten en enkele oorlogsmonumenten, zie:
- Lijst van rijksmonumenten in Veenendaal
- Lijst van gemeentelijke monumenten in Veenendaal
- Lijst van oorlogsmonumenten in Veenendaal

Specifieke monumenten zijn onder andere:
- Oude Kerk (Markt)
- Stellingkorenmolen De Nieuwe Molen
- Stellingkorenmolen De Vriendschap
- Restaurant De Markt (Markt 7) Jugendstil
- Ritmeestergebouw (Kerkewijk 55)
- Villa De Berk (Kerkewijk 197)
- Oude Begraafplaats (Weverij/Kostverloren)
- Frisia-villa (Kerkewijk 8)
- Villa Stuijvenberg (Kerkewijk 22)
- voormalige ULO-school (Kerkewijk 53)
- Brugkerk (Kerkewijk)
- Scheepjeswol-villa (Nieuweweg 2)
- St. Salvator-kerk (Adriaen van Ostadelaan 56)
- Sionskerk (Adriaen van Ostadelaan 78)
- Kerk 'Sola Fide' (Eikenlaan 3)
- Catechisatiegebouw met kosterwoning 'Pro Rege' (Kanaalweg 1)
- Langhuisboerderij 'Julia-hoeve' (Zandheuvelweg 5)
- Langhuisboerderij 'Nooit Gedacht' met hooibergen (Zandheuvelweg 7)
- Kerk 'Eben-Haezer' (Zandstraat achter 39)

### Voorzieningen
Als onderdeel van centrumsvernieuwingsproject Brouwerspoort is een cultuurcluster gebouwd. Hierbij is een groot deel van de Veense culturele voorzieningen in twee gebouwen geconcentreerd. In de Cultuurfabriek en in het Spectrum.

#### Cultuurfabriek
- Historisch museum Museum Veenendaal
- Kunstuitleen Veenendaal
- Openbare Bibliotheek Veenendaal

#### Spectrum
- Muziekschool De Muzen
- Filmhuis Veenendaal
- Volksuniversiteit

Op 1 november 2017 werd het Spectrum tijdelijk gesloten naar aanleiding van het instorten van een parkeergarage op Vliegveld Eindhoven. Deze parkeergarage was ingestort door een fout in de vloerconstructie, bij het Spectrum was dezelfde vloerconstructie toegepast. Door de sluiting zaten de gebruikers van het Spectrum tijdelijk zonder onderdak. Na aanpassingen van de vloerconstructie kon het Spectrum weer open.

#### Overige voorzieningen
- Theater De Lampegiet
- Congres- en Evenementenlocatie De Basiliek
- Zwembad De Vallei

### Evenementen
- Wielerwedstrijd Veenendaal-Veenendaal
- Lampegietersavond (op de maandag die het dichtst bij 17 september valt)
- Lampegietersweek
- OnderInn Darttoernooi (jaarlijks darttoernooi in de Poortkerk met ruim 200 deelnemers)
- Bijenmarkt (juli)
- Open Debating Toernooi Veenendaal
- Klassiek aan de Grift (avondconcert op de Markt, jaarlijks eind juni)
- Fuze Outdoor (dance-evenement in het stadspark, met hardstyle, house en 90's muziek)
- Hollandse Artiesten Parade
- Triathlon Veenendaal (36e editie in 2018)
- Sing-in Veenendaal (christelijk zangevenement sinds 1990, elke derde zondag van de maand in De Basiliek).

### Media
Dagelijks nieuws over de regio is te lezen op de website van het wekelijkse nieuwsblad. Verder wordt zes dagen per week de Gelderlander verspreid in Veenendaal, hierin is een aparte rubriek met nieuws uit de regio Foodvalley.
In Veenendaal wordt elke woensdag een huis-aan-huisblad verspreid:
- De Rijnpost (De Persgroep)

## Radio
Twee radiostations hebben hun oorsprong in Veenendaal. Het lokale Midland FM en het landelijke Groot Nieuws Radio.
Tot medio 2018 kende Veenendaal met Midland FM en Stilok radio 2 lokale omroepen die een samenwerkingsverband hadden. Die samenwerking is beëindigd en sindsdien is Stilok programmaleverancier voor diverse programma's van Midland FM.

## Economie en werkgelegenheid

#### Winkelstad
Veenendaal is bekend in de regio als winkelstad. In het centrum bevinden zich ruim 300 winkels, waarvan 150 winkels in overdekte winkelcentra. De overdekte winkels bevinden zich in Passage-De Corridor en Scheepjeshof.

#### Markten
Er zijn diverse markten in Veenendaal:
- Centrum op dinsdag van 8:30 - 12:30
- Centrum op zaterdag van 8:30 - 17:00
- Bruïneplein op vrijdag van 10:00 - 16:00

### Bedrijvigheid
Er zijn in de gemeente meerdere bedrijventerreinen: De Compagnie-Oost in de wijk Noordoost, Het Ambacht en Nijverkamp in de wijk Zuidoost, De Compagnie en De Batterijen in de wijk Noordwest, De Faktorij en De Vendel in West, in het centrum bevinden zich enkele grote fabrieken.

## Onderwijs, welzijn en sport

### Onderwijs

#### Voortgezet Onderwijs
- Christelijk Lyceum Veenendaal (CLV), christelijke scholengemeenschap voor vmbo-t, havo en vwo.
- Christelijke Scholengemeenschap Veenendaal (CSV), christelijke scholengemeenschap voor praktijkonderwijs en vmbo.
- Ichthus College, christelijke school op reformatorische grondslag voor vmbo-t, havo en vwo.
- Rembrandt College, openbare school voor vmbo-t, havo en vwo.

#### Middelbaar beroepsonderwijs
- ROC A12 gelegen in het gebouw van de CSV (mbo niveau 1 t/m 4)

### Gezondheidszorg
Aan de Kerkewijk is een polikliniek gevestigd, deze is onderdeel van Ziekenhuis Gelderse Vallei.

### Sport
Veenendaal kent een rijk verenigingsleven en diverse sportclubs, deze sportclubs bevinden zich op vijf sportparken verdeeld over Veenendaal. In 2018 was de gemeente Veenendaal genomineerd voor de titel ‘sportgemeente van het jaar’ van de Vereniging Sport en Gemeenten, maar verloor op de eindstreep van Rotterdam. Ook de sportdeelname in Veenendaal (78%) ligt boven het landelijk gemiddelde (70%):
- Tennispark Veenendaal-West met: Tennisvereniging Veenendaal-West (TVVW).
- Sportpark Panhuis met: Voetbalvereniging DOVO, Voetbalvereniging GVVV, Schietsportvereniging Prins Hendrik en Voetbalvereniging Unitas'48.
- Tennispark VTC met: Veenendaalse Tennis Club (VTC)
- Sportpark De Groene Velden met: Tafeltennisvereniging SKF, Voetbalvereniging De Merino's, Korfbalvereniging SKF, Jeu de Boulesclub Les Sabots, Voetbalvereniging Veenendaal, Voetbalvereniging Panter, Touwtrekvereniging Veense Boys, VMHC Spitsbergen hockey, Motor- en autoclub MAC en Schaats- en Skeelerclub de Greb.
- Sportpark Spitsbergen met: Voetbalvereniging VRC, Honk- en Softbalvereniging Blue Socks, Veenendaalse Atletiekvereniging en Tennisvereniging Spitsbergen.

## Verkeer en vervoer

### Wegvervoer
Veenendaal ligt centraal in Nederland en ligt langs een autosnelweg en een provinciale weg:
- Den Haag - Utrecht - Veenendaal - Arnhem - Grensovergang Bergh
- A12 - Veenendaal - Rhenen - Kesteren - Ochten - A15

### Openbaar vervoer
Op het grondgebied van de gemeente liggen twee spoorwegstations aan de Veenendaallijn, Veenendaal West en Veenendaal Centrum. Vanaf deze stations rijden sprinters naar Rhenen en naar Breukelen via Utrecht Centraal. In het naastgelegen dorp De Klomp staat het station Veenendaal-De Klomp aan de spoorlijn Utrecht - Arnhem. Vanaf dit station rijden intercity's naar Arnhem - Nijmegen en naar Utrecht Centraal - Amsterdam Centraal - Den Helder.
Syntus Utrecht (sinds 11 december 2016) en Hermes (onder de merknaam RRReis, sinds 11 december 2022) verzorgen de directe busverbindingen met o.a. Amersfoort, Rhenen, Ede en Utrecht.

## Politiek en bestuur

### Gemeenteraad

#### Gemeenteraadsverkiezingen
De uitslagen van de gemeenteraadsverkiezingen in aantallen zetels vanaf 1982:
| Partij            | 1982 | 1986 | 1990 | 1994 | 1998 | 2002 | 2006 | 2010 | 2014 | 2018 | 2022 |
| ----------------- | ---- | ---- | ---- | ---- | ---- | ---- | ---- | ---- | ---- | ---- | ---- |
| ProVeenendaal     | -    | -    | -    | -    | -    | -    | -    | -    | 3    | 4    | 7    |
| ChristenUnie*     | 4    | 3    | 5    | 6    | 7    | 7    | 7    | 8    | 8    | 8    | 7    |
| SGP               | 3    | 3    | 3    | 3    | 3    | 4    | 4    | 4    | 5    | 4    | 6    |
| CDA               | 8    | 9    | 10   | 6    | 6    | 6    | 5    | 4    | 3    | 3    | 3    |
| Lokaal Veenendaal | -    | -    | -    | -    | -    | -    | 3    | 3    | 2    | 3    | 3    |
| VVD               | 6    | 4    | 3    | 4    | 5    | 7    | 5    | 6    | 3    | 5    | 3    |
| GroenLinks*       | 2    | 2    | 2    | 3    | 3    | 4    | 2    | 2    | 1    | 1    | 1    |
| D66               | -    | -    | 2    | 5    | 3    | 2    | -    | 2    | 4    | 2    | 1    |
| SP                | -    | -    | -    | -    | -    | -    | 1    | 1    | 2    | 1    | 1    |
| PvdA              | 4    | 6    | 4    | 4    | 4    | 3    | 6    | 3    | 2    | 1    | 1    |
| DENK              | -    | -    | -    | -    | -    | -    | -    | -    | -    | 1    | -    |
| Totaal            | 27   | 27   | 29   | 31   | 31   | 33   | 33   | 33   | 33   | 33   | 33   |

#### College van B en W
Het college van burgemeester en wethouders bestaat uit:
- Burgemeester Gert-Jan Kats (partijloos)

Wethouders:
- Martijn Beek (ProVeenendaal)
- Engbert Stroobosscher (ChristenUnie)
- Marco Verloop (SGP)
- Dylan Lochtenberg (VVD)

### Partnersteden
- Olomouc (Tsjechië)